# Menaganahalli, Holenarsipur
Menaganahalli là một làng thuộc tehsil Holenarsipur, huyện Hassan, bang Karnataka, Ấn Độ.